# Municipio de Prairie City
El municipio de Prairie City (en inglés: Prairie City Township) es un municipio ubicado en el condado de McDonough en el estado estadounidense de Illinois. En el año 2010 tenía una población de 510 habitantes y una densidad poblacional de 10,97 personas por km².

## Geografía
El municipio de Prairie City se encuentra ubicado en las coordenadas 40°36′27″N 90°30′11″O / 40.60750, -90.50306. Según la Oficina del Censo de los Estados Unidos, el municipio tiene una superficie total de 46.51 km², de la cual 46,51 km² corresponden a tierra firme y (0 %) 0 km² es agua.

## Demografía
Según el censo de 2010, había 510 personas residiendo en el municipio de Prairie City. La densidad de población era de 10,97 hab./km². De los 510 habitantes, el municipio de Prairie City estaba compuesto por el 97,84 % blancos, el 0,98 % eran afroamericanos, el 0,2 % eran asiáticos, el 0,2 % eran de otras razas y el 0,78 % eran de una mezcla de razas. Del total de la población el 0,2 % eran hispanos o latinos de cualquier raza.